# 1016
1016. је била проста година.

## Догађаји
- Мај или јун — састанак Хајнриха II и Рудолфа III Бургундског у Стразбуру. Хенријево наслеђе Горње Бургундије потврђено је у случају смрти Рудолфа III.
- Представници патрицијске породице Кресценти заузимају Рим.
- Византијска експедиција у области Моглене (Бугарска), коју су предводили патриције Ксифије и Константин Диоген.
- Цар Василије II заузима бугарску тврђаву Сетена.
- Арапи, предвођени емиром Могехидом, поново су напали Сардинију.
- Кнез Свјатополк, сазнавши за приближавање трупа Јарослава Мудрог, који су напустили Велики Новгород крајем 1015, привлачи Печенеге на своју страну. Трупе се састају код града Љубеча и, раздвојене реком Дњепар, чекају три месеца, не усуђујући се да започну битку. Уочи битке, Јарослав Мудри добија вест од свог доушника да се Свјатополк врти са својом пратњом. Он прелази реку и неочекивано напада непријатеља. Због чињенице да су језера која су покривала Свјатополкове положаје била прекривена танким ледом, Печенези нису могли да помогну Свјатополку, који је претрпео тешак пораз.
- Свјатополк Владимирович је побегао у Пољску код свог таста Болеслава Храброг (његову жену поново је ухватио Јарослав Владимирович).
- Након победе у бици код Љубеча, кнез Јарослав Мудри је заузео Кијев, након чега је покушао да неутралише Свјатополка Владимировича и његовог таста, пољског кнеза Болеслава Храброг, савезом са немачким царем Хајнрихом II.
- Руски корпус на Сицилији и Апулији помогао је гушењу побуне коју је против Византијског царства подигао стратег Херсона Георгије Цуло.
- На Светој Гори је основан руски манастир Панталејмон.

### Април
- 23. април — Енглески краљ Етелред Неспремни умире након 38 година владавине; наслеђује га син Едмунд Гвоздени.

### Мај
- 22. маја — Српски краљ Јован Владимир је убијен. Одрубљена му је глава испред цркве у Преспи, царске престонице, где је и сахрањен.

### Октобар
- 18. октобар — Данска војска предвођена Кнутом Великим је поразила Едмунда Гвозденог у бици код Асандуна, чиме је стекла контролу над већином Енглеске.

### Новембар
- 30. новембар — Едмунд Гвоздени умире и Кнут преузима контролу над целом Енглеском.

## Смрти
- 23. април — Етелред Неспремни, краљ Енглеске
- 22. мај — Јован Владимир, кнез Дукље
- 30. новембар — Едмунд Гвоздени, краљ Енглеске